# Ariadna brevispina
Espèce
Ariadna brevispina est une espèce d'araignées aranéomorphes de la famille des Segestriidae.

## Distribution
Cette espèce est endémique de Tanzanie.

## Publication originale
- Caporiacco, 1947 : Arachnida Africae Orientalis, a dominibus Kittenberger, Kovács et Bornemisza lecta, in Museo Nationali Hungarico servata. Annales du Museum d'Histoire Naturelle de Hongrie, vol. 40, p. 97-257.